# 宜罕山の戦
宜罕山の戦、または宜罕山城の戦 (イハン･アリン(-ジョウ)のたたかい / ギカン-ザン(-ジョウ)のたたかい) は、ウラ･グルン (烏拉国)の要塞であるイハン山の城 (満文：ᡳᡥᠠᠨ ᠠᠯᡳᠨ ᡳ ᡥᠣᡨᠣᠨ, 転写：Ihan alin i hoton, 漢文：宜罕山城、宜罕阿麟城)で1608年に勃発したウラ･グルンとマンジュ･グルン (満洲国)との間の戦役。イハン山城はマンジュ軍による包囲攻撃を数箇月に亘って受けながらも持ち堪えたが、最終的に内通者が城門を開放したことで、侵入したマンジュ兵により攻略された。

## 背景
1607年、マンジュ軍は烏碣岩の戦でウラを撃砕し、敵将・ボクドを討ち取ったことでウラの軍事力に壊滅的打撃を与えた。
1608年、ヌルハチはウラ征討を決定し、その進攻先を牤牛河北岸に位置するイハン山城に定めた。イハン山城はウラ･ホトン (烏拉城) 東南の要塞で、マンジュの首都からは55里の距離 (現吉林市東北30里)に位置し、ウラナラ氏出身のベイレが鎮守していた。

## 経過
万暦36 (1608) 年3月 (或いは正月とも)、ヌルハチは長子チュイェンと甥アミンに兵5,000をつけてイハン山城に進軍させた。イハン山城は非常に堅牢で、チュイェンとアミンは包囲攻撃を開始して数箇月で半数の敵兵を殺したが、尚も攻略には至っていなかった。しかし一方で、ウラ側が援軍を寄越す気配はなく、城砦守備兵の内には心理的動揺が萌し始め、猜疑心に襲われた守備兵の一部がマンジュ兵と内通すると、マンジュ兵は秘密裏に開けさせた城門から城内に侵入した。

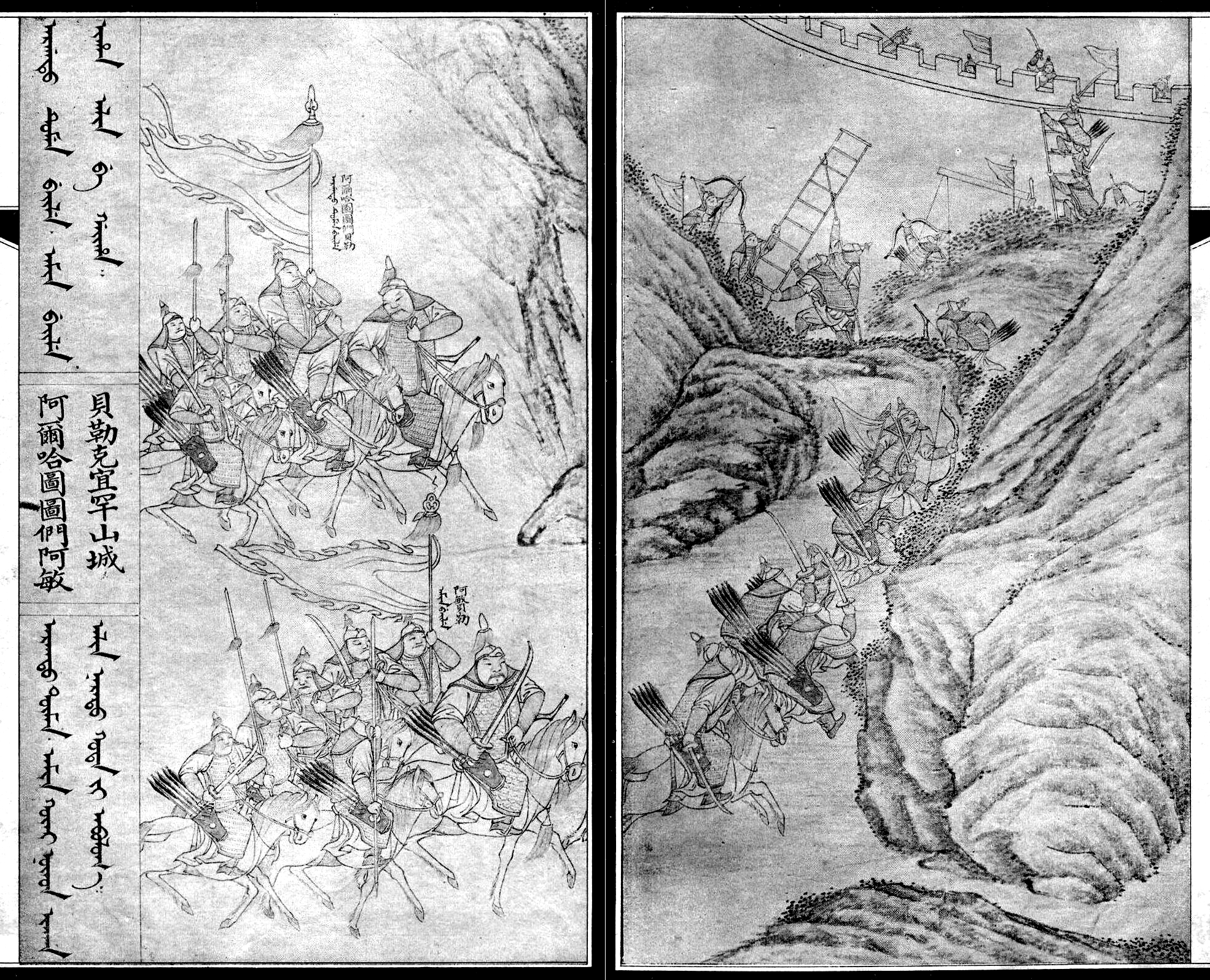
図：「阿爾哈圖圖們阿敏貝勒克宜罕山城」

イハン山城は山を背にして築成された為、城門は南の一つしかなかった。侵入したマンジュ軍がその唯一の城門を占拠して以後、ウラ守備兵は脱出不能な状態に陥り、守備軍将校が殺害されると、アミンはイハンアリン城に対して殲滅を行い、残余兵をその家族もろもと殺戮した。マンジュ軍はこの戦役で1,000余人を殺害、甲冑300を鹵獲し、領民と家畜を悉く連れ去った。
この時、ウラ国主・ブジャンタイはマンジュ軍の進攻の報せを聞くも、烏碣岩での敗戦に懲りて慎重になり、ホルチン部ベイレ・ウンガダイに援助を要請していた。ウラとホルチンは聯合してイハンアリン城から20里の距離に駐箚したが、遠くにマンジュ軍の勇猛ぶりを認めると、巻き返し困難と諦めて撤退した。

## 余波
万暦36 (1608) 年9月、ブジャンタイはイハン山城が陥落したことで大いに驚懼し、使者を派遣してヌルハチに以前の友好関係を恢復したいと願いでた。ヌルハチからの使者が来ると、イェヘ国・ナリムブルの配下を50人執えて引渡し、全て殺させた。その後、ブジャンタイがまた大臣を派遣して和親を求めると、ヌルハチは公主ムクシを妻として与えることとし、侍臣をつけて送り届けた。
万暦38 (1610) 年11月、ヌルハチがニョフル氏エイドゥに兵1,000をつけてウェジ (窩集) 部のナムドゥル、スイフン、ニングタ、ニマチャの四路に派遣し、路長を悉く帰順させ、マンジュ領内に移住させた。更にヤラン路に進軍させ、領民、家畜を10,000余り攫って帰還した。
万暦39 (1611) 年7月、子アバタイ、フョンドンらに兵1,000をつけてウェジ部のウルグチェン、ムレン二路を制圧させた。
以上のように、ヌルハチはブジャンタイに娘を降嫁させて以降、暫時的に進攻を止めはしたが、しかしウラ配下の東海部領地への蚕食は止めなかった。数年の内に東海各路が次々とヌルハチに併呑され、ウラは敵の挟み撃ちを受ける形となった。

## 参照元・脚註
1. ↑  『滿洲實錄』はイハン (ihan) のみ音訳し「宜罕山城」と表記、『清史稿』はイハンアリン (ihan alin) まで音訳し「宜罕阿麟城」と表記している。
2. ↑  満洲語でイハン (ihan) は牛、アリン (alin) は山の意。直訳すれば「牛山」だが、後に出てくる「牤牛河」の「牤牛」(雄牛の意) と関係があるのか不明。
3. ↑  マンジュ･グルンは清太祖ヌルハチが樹立した国家。大日本帝国関東軍の傀儡国家である満洲帝国とは別。マンジュは海西女真を制圧すると、アイシン･グルン (金国＝後金) に改号する。子・ホンタイジの時にダイチン･グルン (大清国) と改号される。中国では清以前の政権を「建州部」(建州女真) と表記することが多い。
4. ↑  牤牛河 (Māngniú hé)：「牤牛」は中国語「公牛」(雄牛) の方言。「牤」の字は日本語にはない為、読み方不詳 (恐らく「ボウ」)。同河川は吉林省蛟河市天崗鎮吉林哈達嶺生菜頂子山西側を源流とし、吉林市龍潭区江北郷唐王村西南第二松花江へ注ぐ。松花江は源流が黒龍江省と吉林省で二つあり、後者の松花江を満洲帝国から1988年までの間「第二松花江」と呼んでいた。
5. 1 2 3 4 5 6   乌拉国简史. 中共永吉县委史办公室. pp. 72-75
6. ↑   满族大辞典. 辽宁大学出版社. p. 471
7. ↑  『滿洲實錄』は「戊申年三月」、『清史稿』は (万暦)「三十六年春正月」としている。
8. ↑  ᠠᠮᡳᠨ (amin)：阿敏 (『滿洲實錄』：阿敏台吉)。
9. ↑  “戊申年三月”. 滿洲實錄. 未詳. "殺千餘人獲甲三百副盡收人畜而回"
10. ↑  維基百科「宜罕山之戰」では『乌拉国简史』からの引用として「イハンアリン城から20里」としているが、『清史稿』、『滿洲實錄』には「ウラ城から20里」とある。
11. ↑   滿洲實錄. 未詳. "布占泰見其宜罕山城被克大懼遣使往來欲守前好於九月擒葉赫五十人付太祖之使殺之"
12. ↑  “布佔泰”. 清史稿. 未詳. "秋九月，遣使復請修好，太祖使報問。布佔泰執納林布祿所部種人五十輩，？太祖使者盡殺之。"
13. ↑  ᡝᡳᡩᡠ (Eidu)：厄一都(『太祖武皇帝實錄』)、額亦都(『太祖高皇帝實錄』、『滿洲實錄』)。
14. ↑  ᠨᠠᠮᡩᡠᠯᡠ (namdulu)：那木都魯
15. ↑  ᠰᡠᡳᡶᡠᠨ (suifun)：綏芬。
16. ↑  ᠨᡳᠩᡤᡠᡨᠠ (ningguta)：寧古塔。現黒龍江省牡丹江市寧安県
17. ↑  ᠨᡳᠮᠠᠴᠠ (nimaca)：尼瑪察、尼馬察 (『滿洲實錄』)。現黒龍江省 (牡丹江市) 穆棱市東ハンカ (興凱) 湖南附近
18. ↑  四つの路の路長：「康古禮喀克篤禮昂古明噶圖烏魯喀僧格尼喀里瑭松噶葉克書」区切り不明。(『滿洲實錄』)
19. ↑  ᠶᠠᡵᠠᠨ (Yaran)：雅蘭 (『滿洲實錄』)
20. ↑  ᡠᡵᡤᡠᠴᡝᠨ (urgucen)：烏爾古宸
21. ↑  ᠮᡠᡵᡝᠨ (muren)：木倫